# 哈丁 (蒙大拿州)
哈丁（英語：Hardin），是美国西北部蒙大拿州的一座城镇，亦是大角縣縣治所在。根据2010年美国人口普查，该城镇的人口为3,505人，在蒙大拿州排行第22。使用北美山区时区（UTC-7，夏季为UTC-6）作为标准时间。

## 歷史
哈丁得名自塞繆爾·哈丁，哈丁開發者查爾斯·亨利·莫里爾（Charles Henry Morrill）的朋友。

## 地理
哈丁的座標為45°43′55″N 107°36′45″W / 45.73194°N 107.61250°W（45.731824,-107.612542）。根據2000年人口普查，本城面積為2.57平方英里（6.66平方），沒有水域。